# آیرودینامیک

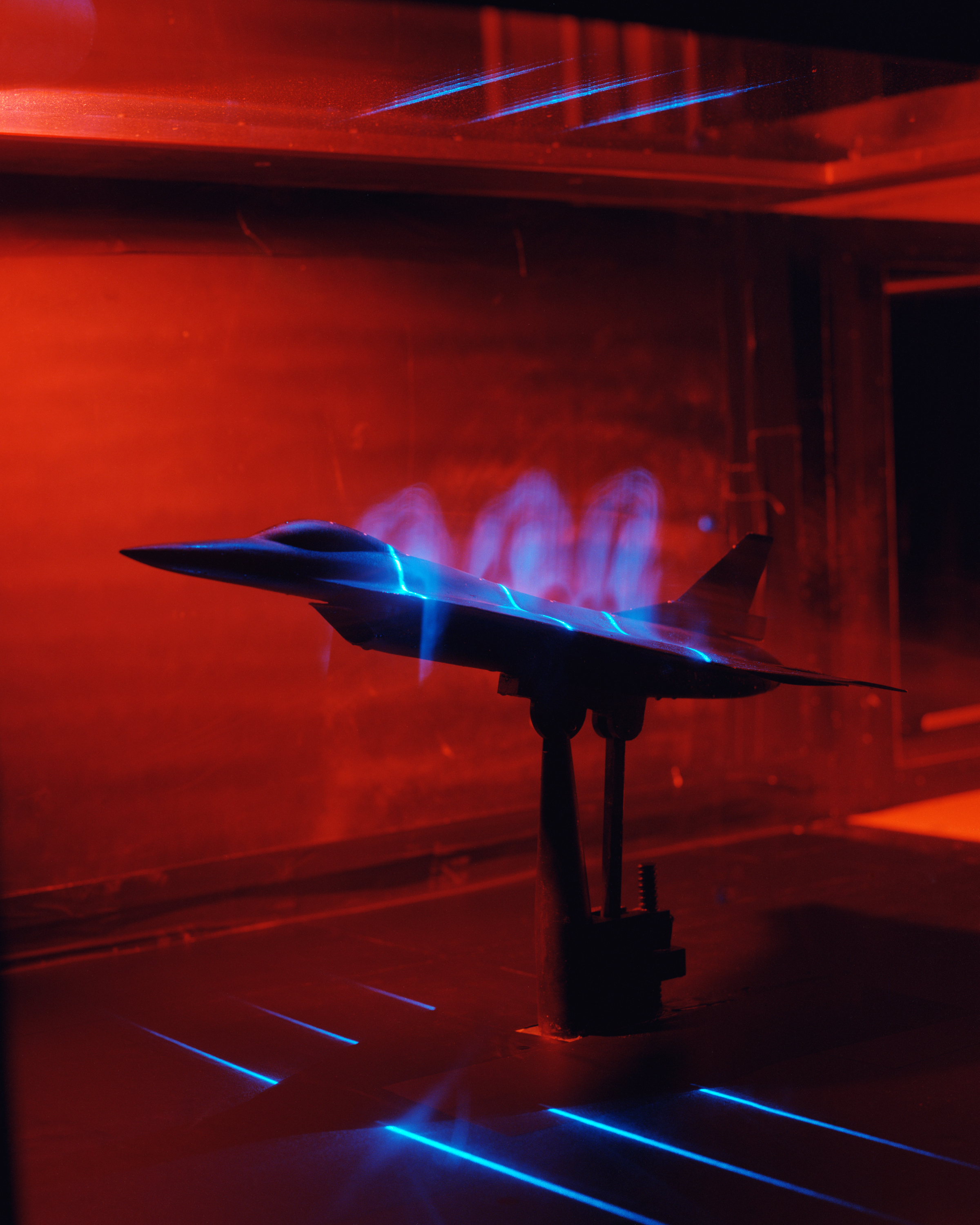
آزمایش یک مدل جنگنده اف-۱۶ در مقیاس ۴٪ در تونل تحقیقاتی پایه آیرودینامیک ناسا در مرکز تحقیقات لنگلی.

آیرودینامیک (به انگلیسی: Aerodynamics) مطالعه حرکت هوا است، به ویژه هنگامی که تحت تأثیر یک جسم جامد، مانند بال هواپیما قرار می‌گیرد. آیرودینامیک شامل موضوعاتی است که در زمینه دینامیک سیالات و زیر شاخه آن دینامیک گازها پوشش داده شده‌است و یک حوزه مهم مطالعه در هوانوردی است. اصطلاح آیرودینامیک اغلب به صورت مترادف با دینامیک گاز استفاده می‌شود، اما تفاوت در این است که «دینامیک گاز» برای مطالعه حرکت همه گازها به کار می‌رود و فقط به هوا محدود نمی‌شود.

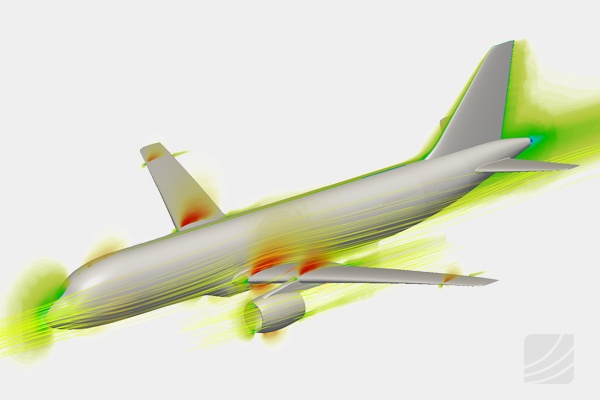
شبیه‌سازی جریان هوا در اطراف یک هواپیما در رژیم جریان تراکم پذیر زیرصوت.

مطالعه رسمی آیرودینامیک به معنای امروزی در قرن هجدهم آغاز شد، اگرچه مشاهدات مفاهیم اساسی مانند درگ آیرودینامیک خیلی زودتر ثبت شده بود. بیشتر تلاش‌های اولیه در آیرودینامیک برای رسیدن به پرواز سنگین‌تر از هوا بود که اولین بار توسط اتو لیلینتال در سال ۱۸۹۱ نشان داده شد. از آن زمان، استفاده از آیرودینامیک از طریق تجزیه و تحلیل ریاضی، تقریب‌های تجربی، آزمایش تونل باد، و شبیه‌سازی‌های کامپیوتری، پایه‌ای منطقی برای توسعه پروازهای سنگین‌تر از هوا و تعدادی از فناوری‌های دیگر تشکیل داده‌است.
کار اخیر در آیرودینامیک بر مسائل مربوط به جریان تراکم پذیر، آشفتگی و لایه‌های مرزی متمرکز شده‌است و به‌طور فزاینده‌ای ماهیت محاسباتی پیدا کرده‌است.

## کاربردهای آیرودینامیک
مهم‌ترین کاربرد آیرودینامیک در مهندسی هوافضا است. البته آیرودینامیک کاربردهای زیاد دیگری هم دارد. در مهندسی خودرو، از آیرودینامیک برای طراحی بدنهٔ خودرو استفاده می‌شود تا نیروی پسای خودرو کم شود. مهندسان سازه از آیرودینامیک برای تحلیل اثر هواکشسانی جریان باد بر سازه‌هایی مثل آسمان‌خراش‌ها یا پل‌ها یا برج‌ها استفاده می‌کنند. طراحی پره‌های توربین‌های گازی و بادیاز دیگر کاربردهای مهم آیرودینامیک در صنعت محسوب می‌شود. در ادامه برخی از این شاخه‌ها و کاربردها توضیح داده شده‌است:
(آیرودینامیک در بعضی کتب به برقراری تعادل اجسام با هوای ثابت نیز تعریف شده‌است)

### آیرودینامیک لایه مرزی
هنگامی که جسم در معرض جریان قرار می‌گیرد، لایه‌ای نازک در جریان (و چسبیده به جسم) ایجاد می‌شود که خصوصیاتش با نواحی دیگر جریان سیال فرق می‌کند. این لایه در اثر خاصیت چسبندگی سیال (لزجت - viscosity) به وجود می‌آید. در این ناحیه سرعت سیال از صفر تا ۹۹ درصد سرعت جریان آزاد، تغییر می‌کند. لایه مرزی خودش به دو بخش ناحیه آرام (laminar) و مغشوش یا آشفته (turbulent) تقسیم می‌شود که هر کدام دامنه گسترده‌ای از تحقیقات و مطالب علمی دارند.

### آیرودینامیک پره‌های توربین و کمپرسور
در این شاخه از آیرودینامیک، روی جریان عبوری از پره‌های توربین گازی و کمپرسور تمرکز می‌شود و یکی از اهداف مهم تحقیقات، جلوگیری از پدیده surge و stall در پره هاست. البته فن‌ها هم در این دسته جا دارند… این شاخه جزو دسته آیرودینامیک داخلی محسوب می‌شود و نه تنها در موتورهای جت، بلکه در توربین‌های گازی صنعتی نیز جای کار و خواهان بسیار دارد.

### آیرودینامیک خودرو
امروزه بحث آیرودینامیک در صنعت خودروسازی اهمیت زیادی پیدا کرده و بسیاری از شرکت‌های مطرح سعی می‌کنند محصولاتی را با کمترین مقاومت در برابر هوا به خیابان‌ها بفرستند.
برای نشان دادن وضعیت آیرودینامیک خودرو از ضریب درگ استفاده می‌کنند. این فاکتور با نام ضریب پسار نیز شناخته می‌شود و می‌تواند فاکتورهای دیگری مثل حداکثر سرعت، میزان پایداری خودرو، مصرف سوخت و چند مورد دیگر را تحت تأثیر قرار دهد.

## فرض پیوستگی
هوا مانند هر مادهٔ دیگری از مولکول‌های کوچک تشکیل شده‌است که در حال حرکت و برخورد با هم هستند؛ ولی چون فاصلهٔ این مولکول‌ها در عمل خیلی کوچک است، در آیرودینامیک می‌توان هوا را یک محیط پیوسته فرض کرد. با رقیق شدن هوا و افزایش فاصلهٔ بین مولکول‌ها، دقت فرض پیوستگی کم می‌شود.